# Лисейчиков, Геннадий Леонидович
Генна́дий Леони́дович Лисе́йчиков (род. 1960, Столин) — советский гребец-каноист, выступал за сборную СССР в первой половине 1980-х годов. Серебряный призёр чемпионата мира, двукратный чемпион Советского Союза, победитель регат республиканского и всесоюзного значения. На соревнованиях представлял минское спортивное общество «Урожай», мастер спорта международного класса. Также известен как тренер по гребле на байдарках и каноэ.

## Биография
Геннадий Лисейчиков родился в 1960 году в городе Столине Брестской области Белорусской ССР, учился в столинской средней школе. Активно заниматься греблей на каноэ начал в школьные годы, проходил подготовку в местной гребной секции под руководством  Владимира Васильевича Ведехина, будущего заслуженного тренера Республики Беларусь. Позже переехал на постоянное жительство в Минск, где представлял спортивное общество «Урожай».
В 1980 году Лисейчиков рассматривался в числе основных кандидатов на участие в летних Олимпийских играх в Москве, однако в итоге пробиться в основной состав советской национальной сборной не смог, проиграв на отборочных соревнованиях украинскому экипажу Сергея Пострехина и Сергея Петренко.
Наиболее успешным сезоном в спортивной карьере Лисейчикова оказался сезон 1981 года, когда он впервые одержал победу на первенстве Советского Союза — в каноэ-одиночках на дистанции 500 метров. Благодаря череде удачных выступлений удостоился права защищать честь страны на чемпионате мира в английском Ноттингеме — в зачёте одиночных каноэ на полукилометровой дистанции завоевал серебряную медаль, уступив в решающем заезде немцу Олафу Хойкродту.
Впоследствии Лисейчиков ещё в течение некоторого времени продолжал выступать на высочайшем уровне, принимал участие в регатах всесоюзного и международного значения. Так, в сезоне 1983 года он во второй раз стал чемпионом Советского Союза, на сей раз в программе эстафеты 4 × 500 м совместно с Сергеем Петренко, Василием Берёзой и Анатолием Волковым. За выдающиеся спортивные достижения удостоен почётного звания «Мастер спорта СССР международного класса».
После завершения спортивной карьеры перешёл на тренерскую работу, подготовил в Минске многих титулованных гребцов, в том числе его воспитанником является заслуженный мастер спорта Республики Беларусь Андрей Беляев, чемпион мира 1997 года.